# 1981 في الأرجنتين
فيما يلي قوائم الأحداث التي وقعت خلال عام 1981 في الأرجنتين.

## سياسة

### تعيين في المنصب
- 29 مارس – روبرتو إدواردو فيولا رئيس الأرجنتين.
- 22 ديسمبر – يوبولدو جالتييرى رئيس الأرجنتين.

### انتهاء فترة المنصب
- 29 مارس – خورخه فيديلا رئيس الأرجنتين.
- 10 ديسمبر – روبرتو إدواردو فيولا رئيس الأرجنتين،رئيس الأرجنتين.

## رياضة
- 12 أبريل – جائزة الأرجنتين الكبرى 1981 الفائز نيلسون بيكيه.

## مواليد

### يناير
- 2 يناير – ماكسي رودريغيز لاعب كرة قدم أرجنتيني.
- 18 يناير – سيزار كوينكا ملاكم أرجنتيني.
- 19 يناير – لوتشو غونزاليز لاعب كرة قدم أرجنتيني.
- 26 يناير – خوان خوسيه هايدو درّاج طريق أرجنتيني.
- 29 يناير – خوان بابلو غوزمان لاعب كرة مضرب أرجنتيني.
- 31 يناير – خوليو أرسا لاعب كرة قدم أرجنتيني.
- 31 يناير – دييغو هارتفايلد لاعب كرة مضرب أرجنتيني.

### فبراير
- 1 فبراير – كريستيان خيمينيز لاعب كرة قدم أرجنتيني.
- 2 فبراير – غويلرمو مارينو لاعب كرة قدم أرجنتيني.
- 10 فبراير – ستيفاني بياتريس ممثلة أمريكية.
- 24 فبراير – ماورو روزاليس لاعب كرة قدم أرجنتيني.

### مارس
- 2 مارس – ديجو أكوغلانس لاعب كرة قدم أرجنتيني.
- 10 مارس – دييغو كولوتو لاعب كرة قدم أرجنتيني.
- 22 مارس – إدغاردو ماسا لاعب كرة مضرب أرجنتيني.
- 22 مارس – كارينا جيلينيك

### أبريل
- 4 أبريل – روبن فيلغائير لاعب شطرنج أرجنتيني.
- 4 أبريل – فرانكو سوسا لاعب كرة قدم أرجنتيني.
- 6 أبريل – لوكاس ماتياس ليتشت لاعب كرة قدم أرجنتيني.
- 12 أبريل – نيكولاس بورديسو لاعب كرة قدم أرجنتيني.
- 15 أبريل – أندريس داليساندرو لاعب كرة قدم أرجنتيني.
- 18 أبريل – صول غابيتا

### مايو
- 5 مايو – ماريانو غونزاليز لاعب كرة قدم أرجنتيني.
- 12 مايو – لورينا بيرنال
- 19 مايو – لوسيانو فيغيروا لاعب كرة قدم أرجنتيني.

### يونيو
- 10 يونيو – أليخاندرو دومينغيز لاعب كرة قدم أرجنتيني.
- 26 يونيو – أغوستين أوريون لاعب كرة قدم أرجنتيني.

### يوليو
- 31 يوليو – كليمنتي رودريغيز لاعب كرة قدم أرجنتيني.

### أغسطس
- 18 أغسطس – سيزار ديلغادو لاعب كرة قدم أرجنتيني.
- 28 أغسطس – كلاريسا فرنانديز لاعبة كرة مضرب أرجنتينية.

### سبتمبر
- 10 سبتمبر – جيرمان دينيس لاعب كرة قدم أرجنتيني.
- 17 سبتمبر – جوليو ألكورسي لاعب كرة قدم أرجنتيني.
- 18 سبتمبر – سيباستيان ديكود لاعب كرة مضرب أرجنتيني.
- 21 سبتمبر – لوسيانو بيريرا مغني أرجنتيني.
- 28 سبتمبر – ويلي كاباييرو لاعب كرة قدم أرجنتيني.

### أكتوبر
- 19 أكتوبر – جوناثان سانتانا لاعب كرة قدم أرجنتيني.

### نوفمبر
- 3 نوفمبر – فيسنت ماتياس فوسو لاعب كرة قدم أرجنتيني.
- 11 نوفمبر – إستيبان درير لاعب كرة قدم أرجنتيني.
- 12 نوفمبر – ليوناردو تالامونتي لاعب كرة قدم أرجنتيني.
- 18 نوفمبر – أندريس أيمار لاعب كرة قدم أرجنتيني.

### ديسمبر
- 11 ديسمبر – خافيير سافيولا لاعب كرة قدم أرجنتيني.
- 23 ديسمبر – ماريو سانتانا لاعب كرة قدم أرجنتيني.

## وفيات

### أكتوبر
- 8 أكتوبر – أرماندو بو (مواليد 1914)

### نوفمبر
- 7 نوفمبر – مانويل غونزالو كازاس (مواليد 1911)

### ديسمبر
- 30 ديسمبر – أنخيل أليغري (مواليد 1926) لاعب كرة قدم أرجنتيني.